# ريكاردو أندريس أباريسيو
ريكاردو أندريس أباريسيو (بالإسبانية: Ricardo Andrés Aparicio) هو لاعب كرة قدم أوروغواياني في مركز الوسط، ولد في 10 أغسطس 1976 في مونتيفيديو في الأوروغواي. لعب مع أتلتيكو جونيور والتانك سيلي وبانفيلد وبيلا فيستا وديفينسور سبورتينغ ورامبلا جونيورز وكيلمس ومونتيفيديو واندررز وميونيسيبال ونادي ليفربول وناسيونال مونتيفيديو.

## وصلات خارجية
- ريكاردو أندريس أباريسيو على موقع قاعدة بيانات كرة القدم.إي يو (الإنجليزية)
- ريكاردو أندريس أباريسيو على موقع Soccerway.com (الإنجليزية)